# 国会議員互助年金法
国会議員互助年金法（こっかいぎいんごじょねんきんほう、昭和33年4月22日法律第70号）は、衆議院議員・参議院議員の議員年金に関する法律である。
国会法36条「議員は、別に定めるところにより、退職金を受けることができる」という規定を元に制定された。
国会議員年金が厚遇ではないかという批判を受け、2006年2月3日に「国会議員互助年金法を廃止する法律」が国会で可決され成立し、4月1日に廃止された。しかし、掛け金は停止になったものの、すでに支払った掛け金に関しては、減額をして年金を支給することを盛り込んでいるため、国会議員の議員年金が完全に廃止されるのはしばらく先のこととされる。